# Caroline Leopoldine Schöner
Caroline „Lina“ Leopoldine Schöner, geb. Caroline Eder (* 9. Oktober 1882 in Wien; † 28. Dezember 1965 ebenda) war eine österreichische Gastronomin. Gemeinsam mit ihrem Ehemann Andreas Carl Schöner (1876–1951) hat sie federführend in der ersten Hälfte des 20. Jahrhunderts ein „Wiener Gastronomie-Imperium“ errichtet und zur Entwicklung der Wiener Kaffeehäuser und Restaurants beigetragen.

## Leben

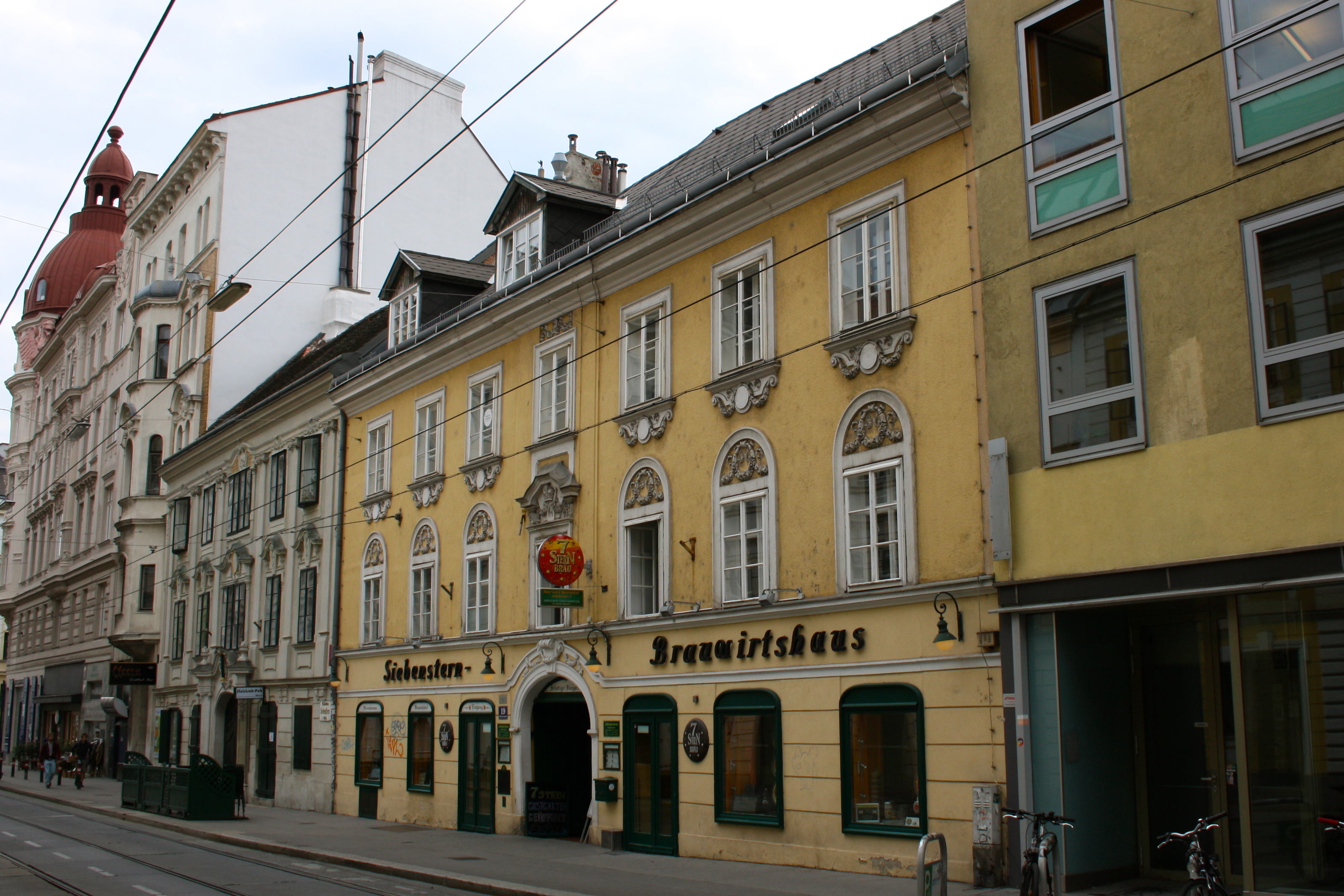
Ehemaliges Restaurant Schöner, Siebensterngasse 19 (2014)

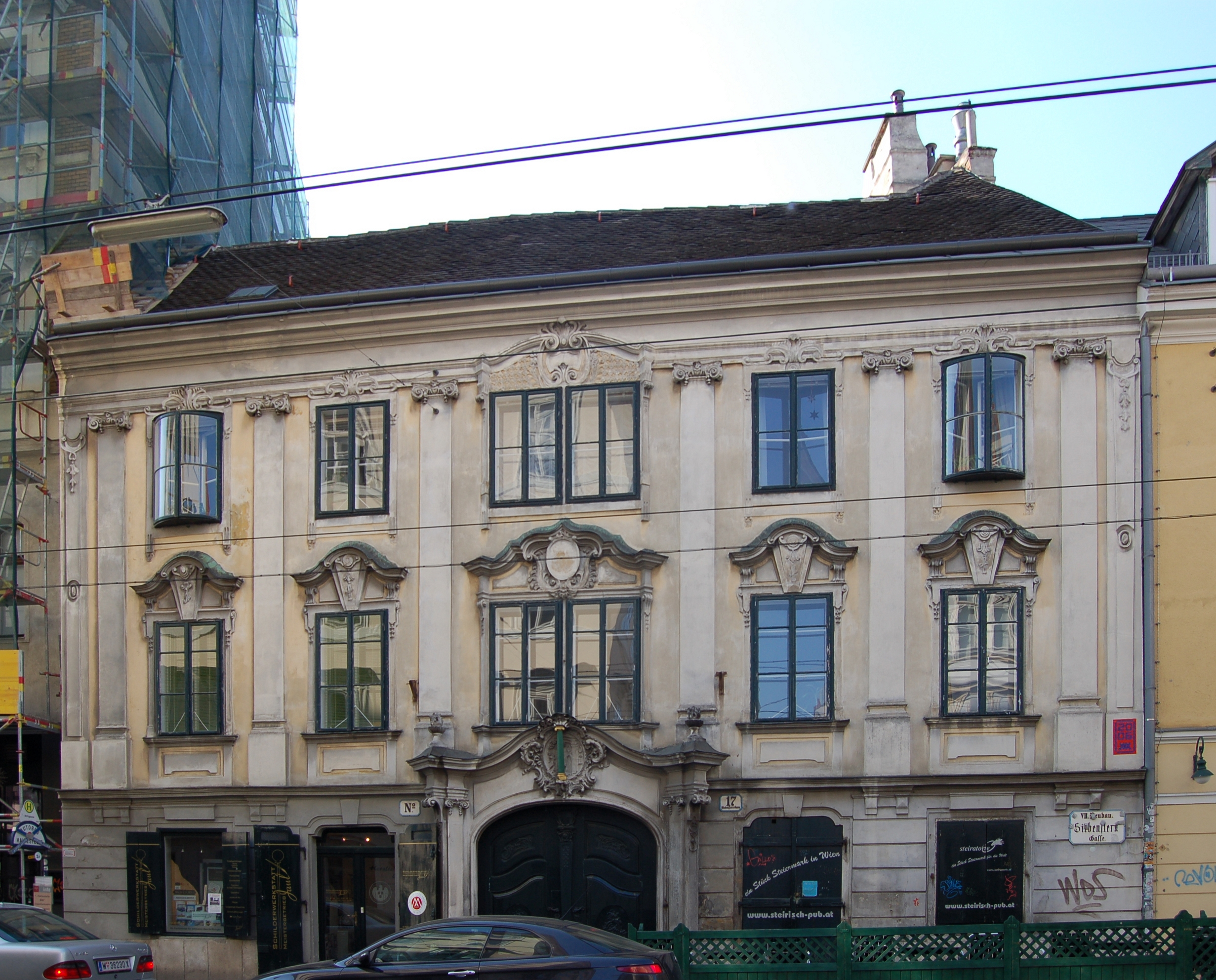
Zur grünen Säule – Siebensterngasse 17

Lina Schöner wurde am 9. Oktober 1882 als Tochter der  Gastwirten Aloisia und Josef Eder in Wien-Josefstadt geboren. In die Öffentlichkeit trat sie im Jahre 1903 als Fräulein Lina Eder an der Seite des Gastwirtsohnes Andreas Karl Schöner auf verschiedenen Bällen in Wien, so auf dem XV. Wohltätigkeitsball der Genossenschaft der Gastwirte oder der Carneval-Hotelierball. Am 14. Mai 1903 heirateten die beiden; am 18. Februar 1904 wurde ihr gemeinsamer Sohn Josef Schöner geboren, der später als Diplomat bekannt wurde.

### Restaurant Schöner
Das ab 1903 in der Siebensterngasse 19 neueröffnete Restaurant Schöner erlangte als „Vorstadtsacher“ Berühmtheit; es bestand jedoch bereits seit 1632 eine Gastwirtschaft an der Adresse inmitten einer ehemaligen Wiener Weinbauregion.
Unter den ersten Gästen des Jahres 1903 war der britische König Eduard VII. auf Staatsbesuch in Wien. Die „kleine Chronik“ der Familie Schöner erwähnt außerdem 1907 den Besuch von Alfons XIII., König von Spanien, den Wiener Schauspieler Alexander Girardi, ferner Alexander Joseph Graf Kolowrat-Krakowsky, auch bekannt als Sascha Kolowrat-Krakowsky, Begründer der österreichischen Filmindustrie.
Während sich ihr Mann Andreas Carl ab 1914 im Kriegseinsatz befand, führte Lina Schöner den Stammsitz so gut wie alleine, und mit viel Erfolg. Nach 1918 baute das Paar auf der Basis des Erfolges des Restaurants Schöner als Stammhaus ein „wahres Gastronomie-Imperium“ auf.
Das Restaurant im Hotel Sacher galt mit seiner exquisiten Küche und den legendären Séparées als erste Adresse in Wien bis zum Ersten Weltkrieg, der mit den folgenden wirtschaftlich schwierigen Jahren nicht spurlos an dem Haus vorüberging. Bereits 1925 schrieb Die Bühne zu einem Vergleich Sacher-Schöner: „Natürlich gibt es noch immer Leute, die beim „Sacher“ essen. Der Sacher war früher einmal der stärkste Ausdruck der guten Küche. … Das Restaurant des Wien von heute ist eigentlich die Schöner in der Siebensterngasse. Dort trifft sich die Gesellschaft, die, die gern dazu gehören wollen, und jene, die der Beruf gleichsam zwingt ein öffentliches Leben zu führen. Schauspieler, Direktoren, Schriftsteller, Filmstars, Bankdirektoren, schöne Frauen von gestern und schöne Frau von morgen. Hermelinpelz ohne Inhalt und Inhalt noch ohne Hermelinpelz, sie alle sitzen in den kleinen, gemütlichen Räumen, die während des Krieges eine neue Gasthauskultur schufen, durcheinander und sprechen über alles, was gerade heute nicht passiert ist. Die Schöner ist die Nachrichtenzentrale des gesellschaftlichen Wien …“
Nacheinander wurden die folgend aufgeführten Kaffeehäuser übernommen, die alle in der Inneren Stadt liegen.

### Café Casa Piccola
Im Mai 1918 wurde das große Wiener Kaffeehaus Café Casa Piccola an der Mariahilfer Straße 1b in Mariahilf an die Restaurateurin Schöner verkauft. Sie konnte dieses vom Inhaber Carl Obertimpfler erwerben. Obertimpfler, eine populäre Persönlichkeit der Wiener Kaffeesiedergenossenschaft, hatte den größten Teil seines Vermögens in Kriegsanleihen angelegt und verloren, weshalb er das Kaffeehaus nicht mehr fortführen konnte. Doch bis zu seinem Tode 1927 im Alter von 82 Jahren war er weiterhin in diesem Kaffeehaus aktiv. Die Familie Schöner sorgte für seine Verpflegung, Unterkunft und Betreuung. In ihrer Biografie zu Obertimpflers Tochter, der Schauspielerin Lina Loos, schreibt die Schriftstellerin Lisa Fischer: „Die neue Besitzerin, Lina Schöner, sorgte sich um das Original und versorgte es mit Essen.“ (S. 143) … „Der Vater hatte zudem Lina Schöner als Universalerbin eingesetzt, da sie in den letzten Jahren Ausgaben gehabt hatte, die den Wert seines Nachlasses bei weitem überschritten. Lina Schöner, die neue Besitzerin der Casa Piccola, die noch ein weiteres Restaurant in der Siebensterngasse besaß, übernahm die Kosten für das Begräbnis und erhielt damit die Benützungsrechte des Urnenplatzes am Zentralfriedhof.“ (S. 168)
Nach Obertimpflers Tod beauftragte Lina Schöner den berühmten Architekten Carl Witzmann mit einer Neugestaltung des Kaffeehauses. Die Neueröffnung erfolgte im Oktober 1928. Die Wiener Sonn- und Montagszeitung schrieb dazu: „Ein Interieur von Witzmann und dazu Speisen von Schöner, mehr kann der Verwöhnteste nicht verlangen.“

### Café Carlton
1927 folgte das Café Carlton, Maysedergasse 2, das 1928 den vollen Restaurationsbetrieb aufnahm. In diesem Zusammenhang berichteten das Neue Wiener Journal und die Neue Freie Presse: „Frau Schöner ist in der Wiener Kochkunst ein Begriff geworden.“

### Café Fenstergucker
1932 wurde das in der Offizierswelt beliebte Café Fenstergucker (Kärntner Straße 47) übernommen. Ursprünglich sollte der „Sohn von Frau Schöner“ die Geschäftsleitung übernehmen, doch dieser absolvierte 1932–1933 das Gerichtsjahr und trat am 1. Dezember 1933 in den österreichischen Auswärtigen Dienst ein.

### Café Heinrichshof
1934/1935 wurde das Café Heinrichshof (Opernring 3) übernommen.

### Weitere Restaurationen und Pachtbetriebe
Die Familie Schöner hatte als Pachtbetriebe die Meierei Krieau sowie die Restaurantbetriebe im Wiener Stadion und im Stadionbad sowie das Buffet im Messepalast. Lina Schöner wurde ferner im Oktober 1928 zur Verwaltungsrätin der Hotel Krantz AG (Hotel Ambassador am Neuen Markt 5) bestellt.

### Die Zentrale Verwaltung der Schöner-Betriebe
Das Zentralbüro der Schöner-Betriebe befand sich im ersten Stock des Hotels Astoria. Das Hotel Astoria der Inhaber Anton und Maria Hanl und das Café Carlton befanden sich gleich hinter dem Hotel Sacher. Einige Räume im ersten Stock des damaligen Hotels Astoria gegenüber dem Hotel Sacher wurden von Frau Schöner und Frau Hanl gemeinsam genutzt. Josef Schöner nannte die Inhaberin, die Witwe Maria Hanl, in seinem Tagebuch Tante Mili.

## 1945 und die Nachkriegsjahre

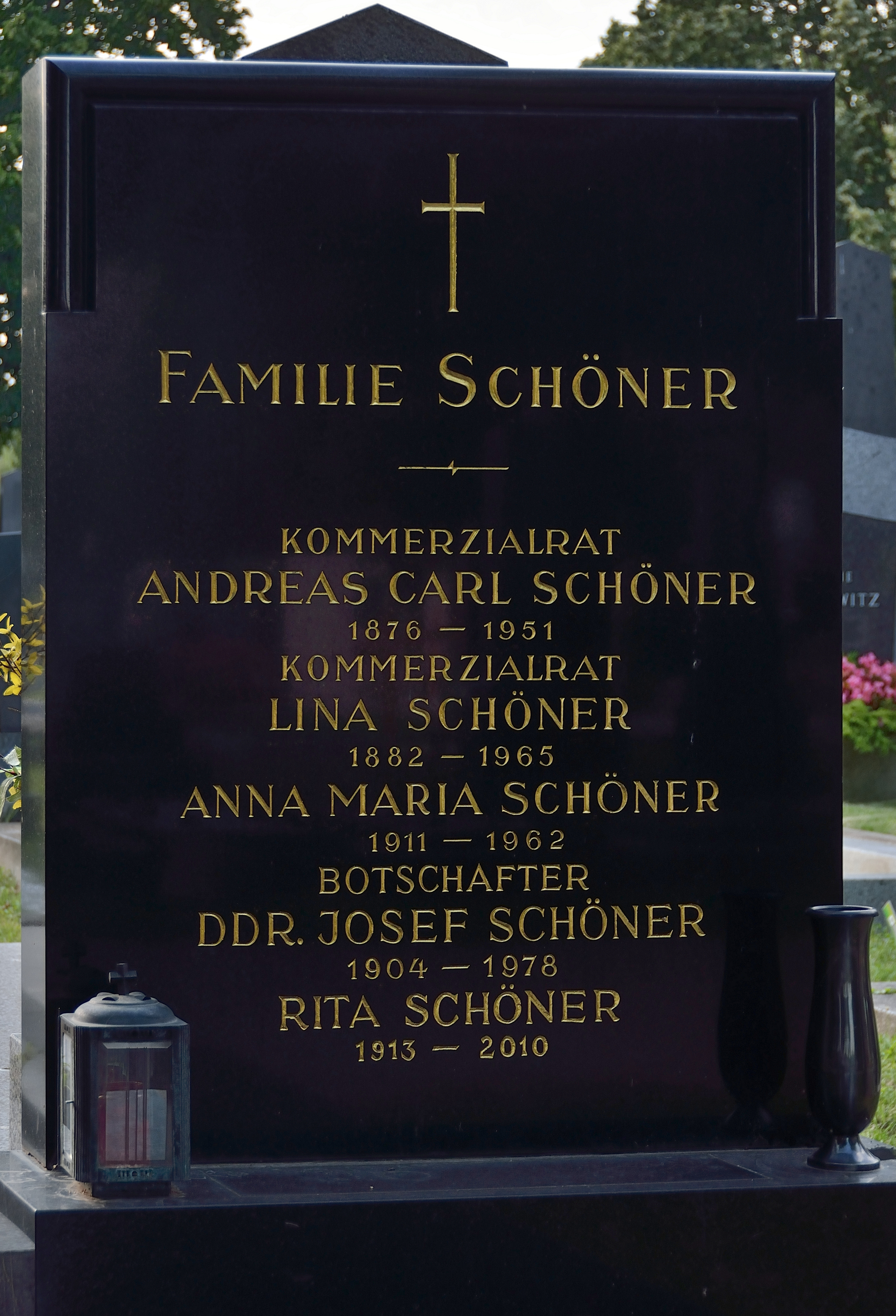
Grab der Familie Schöner

Nach 1945 wurden in Folge von Bombenschäden nur das Cafe Casa Piccola bis 1962 sowie das Stammhaus Restaurant Schöner bis 1951 weitergeführt, in dem von 1946 bis 1949 ein Speiselokal für US-Militärangehörige untergebracht war.
Nachdem sich 1949 die Austria Wochenschau im Haus der Familie Schöner angesiedelt hatte, wurde das Restaurant Schöner Treffpunkt für die Gesellschaft aus der internationalen Filmbranche. Zwecks Aufführung der im ersten Stock des Hauses produzierten Filme wurde der rund 200 Personen fassende Gartensaal als Kino verwendet.
Im Jahre 1954 wurde Lina Schöner ehrenhalber der Titel Kommerzialrat verliehen. Lina Schöner starb am 28. Dezember 1965 und wurde am 7. Jänner 1966 im Familiengrab auf dem Wiener Zentralfriedhof (Gruppe 30B, Reihe 14, Nummer 19), wo auch bereits 1951 ihr Mann beerdigt worden war, beigesetzt.

## Wirken und Porträt Lina Schöners
Hinsichtlich ihres Wirkens bei der Entwicklung des Fremdenverkehrs in Wien hatte sich Lina Schöner in gut zwei Jahrzehnten einen Platz errungen, auf dem sie der mehr als 20 Jahre älteren Doyenne Anna Sacher folgte. Zur dritten im Bunde der Frauen als Wirtinnen, die ihresgleichen suchen, wurde 1927 Toni Ott gezählt. Zu Lina Schöner schrieb die Wiener Sonn- und Montagszeitung: „In der Siebensterngasse schaltet und waltet Frau Schöner. Sie hat es verstanden, täglich das Fremdenpublikum, die Wiener Gesellschaft und die Künstlerwelt in ihren Räumen zu vereinen. Eine hervorragend tüchtige Frau.“
Ein ausführliches Porträt erschien 1929 im Neuen Wiener Journal: „Man sieht: Die Frau Schöner, deren Renommee wie deren Popularität wesentlich jüngeren Ursprungs ist, hat nicht die schlechtesten Vorfahren. Ich weiß nicht genau wie sie es angefangen hat, ihr nicht eigentlich in einer richtig ‚noblen‘, sondern bloß gutbürgerlichen und allerdings sehr wienerischen Gegend gelegenes Haus zu einem Mittelpunkt der Wiener Theaterkreise und bald auch der besten Wiener Gesellschaft zu machen. Tatsache ist, daß ihr das sehr schnell gelungen zu sein scheint: Wien ißt kaum länger als neun oder zehn Jahre ‚bei der Schöner‘. Sie selbst ist ein eminent wienerischer Typus, allerdings mit zeitgemäßen Modifikationen. Eine schlanke Frau in mittleren Jahren, jung wirkend, bestimmt und rasch in ihrem Auftreten, dunkelhaarig, mit einer Art von reschem Humor. Ihr rassiges, fein gezeichnetes Gesicht mit den sehr scharf blickenden und alles sehenden Augen ist durchaus das einer Dame. Wer ‚die Schöner‘ nicht kennt – aber wer kennt sie nicht? – würde bei ihrem Eintreten eher auf eine wienerische Aristokratin als auf die Wirtin raten. Sie selbst gibt sich allerdings durchaus als Geschäftsfrau, das heißt: Frau des Hauses, die sich um jeden einzelnen ihrer Gäste kümmert. … viel echte Wiener Ursprünglichkeit, dazu Unbefangenheit, Witz, ein stark entwickeltes, aber immer charmant wirkendes Selbstbewußtsein … Selbstverständlich ist das Lokal der ‚Wirtin von Wien‘ auch längst der beliebteste Treffpunkt jener Fremden geworden, die genau wissen, wie man Wien und die Wiener Gesellschaft am besten kennenlernt: man trifft sich bei der Schöner…“
Die Historikerin Eva-Marie Csáky zeichnet 1992 folgendes Bild von Lina Schöner: „Ehrgeizig und ‚Prinzipalin‘ durch und durch, war Lina Schöner nicht nur die treibende Kraft beim Aufbau dieses Imperiums gewesen, sie führte es auch, ihrem Charakter und Temperament entsprechend, mit ebenso umsichtiger wie energischer, manchmal auch ‚eiserner‘ Hand. Trotz ihrer rauhen Schale hatte sie aber das Herz immer am rechten Fleck und versagte selbst in den schlechtesten Zeiten keinem in Not Geratenen ihre Hilfe.“

## Nachfolger

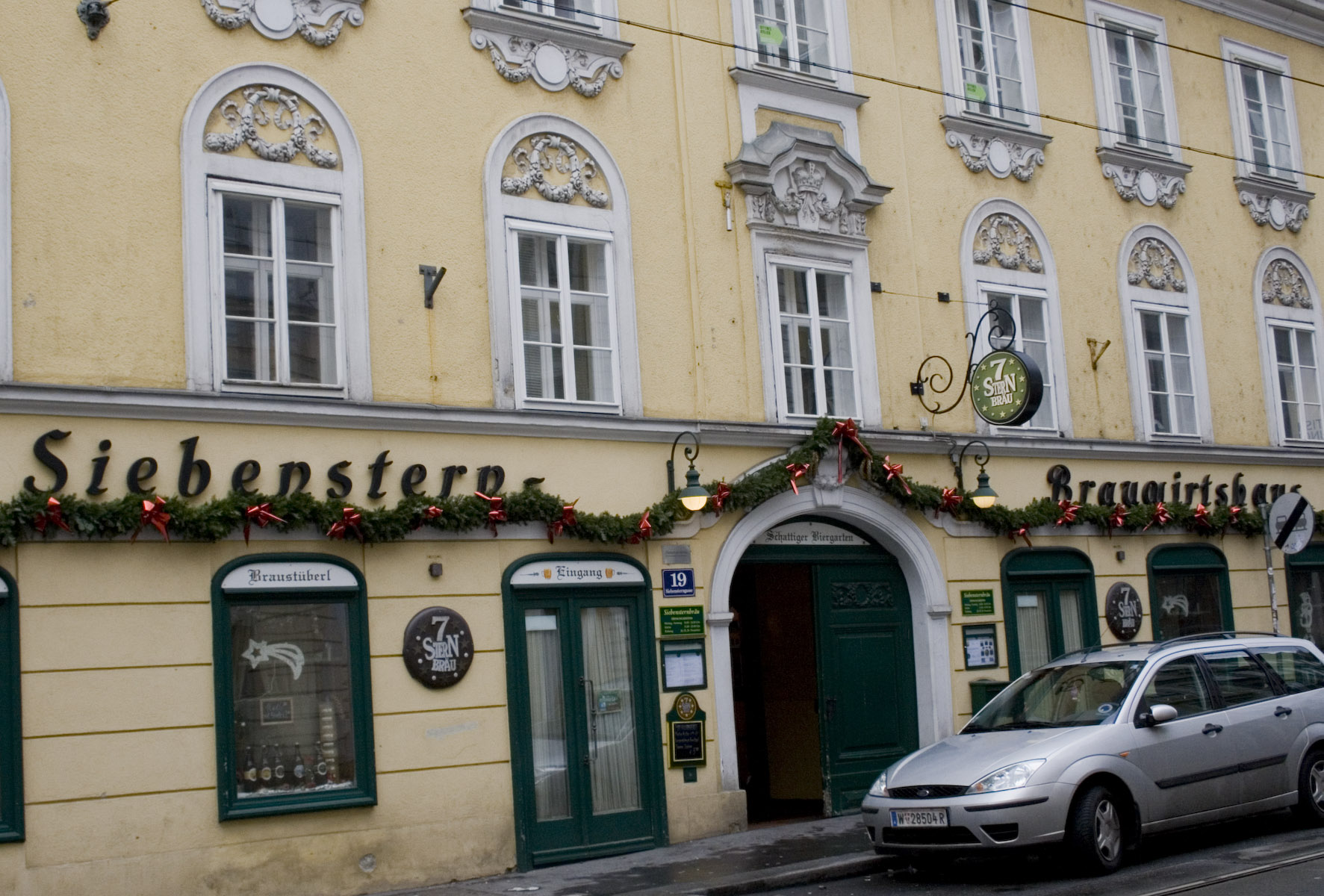
Siebensternbräu

Nachdem Lina Schöner ihren Stammsitz „Das Schöner“ ab dem Jahr 1951 verpachtet, aber bis 1962 das Café „Casa Piccola“ weitergeführt hatte, folgte als neuer Inhaber in der Siebensterngasse 19 Friedrich Sperka.
Die Familie Sperka führte das Restaurant im Filmhaus mit dem Namen „Schöner“ bis 1980. Damit blieb das Haus weiterhin Treffpunkt für Schauspieler und Künstler. Im Frühjahr 1980 folgte Herbert Hansy, Inhaber des ehemaligen „Landgasthauses Hansy“ in Gänserndorf. Die Familien Sperka und Hansy behielten den Namen „Schöner“ bei und nutzten auch das Emblem der Familie Schöner.
Die Gäste im Restaurant Schöner im Filmhaus – vor allem Besucher, der im Haus im ersten Stock ansässigen Austria Wochenschau – waren während der 80er Jahre laut Aussage eines damals 16-jährigen Lehrlings u. a. Eddi Arent, Kurt Weinzierl, Gianna Nannini, José Carreras, Robert Mitchum und viele andere, denen er auch selbst servierte.
Etwa um 1992 folgte eine Neuübernahme mit einem umfassenden Umbau der Innenräume in das heutige, im Juli 1994 eröffnete „Siebensternbräu“, das zu den ältesten Brauhäusern in Wien mit im Original erhaltener barocker Hausfassade zählt.

## Zitat
Auf eine Rundfrage der Zeitschrift Die Bühne im Jahre 1926 zu der Frage „Gefällt es Ihnen noch in Wien?“ antwortete die Restaurateurin Lina Schöner:
„Und ob ’s mir in Wien noch gefällt! Ich finde diese Stadt die entzückendste der Welt, möchte wohl in einer anderen verdienen, aber leben – nur in Wien!“

## Gäste und ihre Erinnerungen
Das Restaurant Schöner entwickelte sich in den 20er Jahren unter Leitung von Lina Schöner zu einer der ersten und beliebtesten Adressen für den Fremdenverkehr und die Wiener Gesellschaft und zu einem Treffpunkt führender Vertreter der Politik und Finanzwelt sowie der Theater- und Künstlerkreise. Bekanntester Stammgast war der sozialdemokratische Journalist und Mitglied des Nationalrates Friedrich Austerlitz.

### Karl K. Kitchen
Der amerikanische Journalist, Verleger sowie Humorist der New York Evening Post, Karl K. Kitchen, bereiste zwei Monate lang ein halbes Dutzend Länder Europas und veröffentlichte in mehreren Zeitungen im Telegrammstil auf witzige Weise seine Antworten auf Fragen nach Land und Leuten. Wien schnitt dabei besonders gut ab: „Das angenehmste Volk – die Wiener … Die törichtste Erwartung – eine blaue Donau zu finden … Das beste Restaurant – Schöner's in Wien“. In einem seiner Reiseberichte schrieb er 1926 über das Restaurant und Frau Schöner: „Eine Stunde nach meiner Ankunft in Wien speiste ich schon bei Schöner, dem besten Restaurant Wiens und eines der mit Recht viel gepriesensten Speisehäuser der Welt. Das Gasthaus besteht seit den Tagen Maria Theresias und jedes Jahr mache ich meine Pilgerfahrt in die Siebensterngasse, nach meinem Lieblingstisch im Garten. Nirgends – auch nicht im Au Canetor in Paris – gibt es besseren Kaviar. Die Forellen werden lebend an den Tisch gebracht, bevor sie serviert werden und die Hendel sind einfach unbeschreiblich. Frau Schöner macht die Salzburger Nockerl – eine Art glorifizierte Omelette Soufflé – selbst und die Getränke standen natürlich auf gleich hoher Stufe. … Schöner ist kein billiges Restaurant, zumindest nach Wiener Begriffen, aber jeder Tisch war besetzt …“

### Ludwig Hirschfeld
Der österreichische Schriftsteller Ludwig Hirschfeld schrieb 1927 einen Reiseführer zu Wien, in welchem Dinge stehen sollten, die nicht im Baedeker stehen. Im Kapitel „Iß gut und bleib schlank – wenn du kannst“ werden auch „Der Sacher“ und „Die Schöner“ beschrieben, beide übrigens ja auch im Baedeker erwähnt. „Die Schöner“ meinte nicht das Ehepaar Andreas und Lina Schöner, sondern die Frau Schöner: „Beispielsweise: wenn man im Theater Bekannte trifft und nachher den Abend zusammen verbringen will, so sagt man nach verschiedenen Vorschlägen meistens doch: „Gehen wir lieber zur Schöner“  – Das ist der Name einer ungewöhnlich tüchtigen und charmanten Gastwirtin, die im 7. Bezirk, in der Siebensterngasse, ein Altwiener Lokal betreibt, das seit etwa zehn Jahren sehr populär ist: weil es so hübsche, kleine Zimmer hat, in denen man gemütlich intim beisammen sitzen kann, wie in einer zwanglosen Gesellschaft, da man ja doch fast alle zumindest vom Sehen kennt …“

### Peter Eng
Der Wiener Karikaturist, Zeichner und Autor Peter Eng veröffentlichte 1928 eine illustrierte Studie „Wo ißt man in Wien?“. Darin schrieb er über „Die Schöner“ u. a. folgendes: „Eine Wiener Gesellschaftsklasse gibt es, die fast ausschließlich zu Schöner geht. Wohl bemerkt, es heißt die Schöner und nicht der Schöner. Die Schöner ist eine Wiener Wirtin, die seit dem Krieg berühmt wurde. Es gibt auch einen Herrn Schöner. Der war zur Zeit des Krieges kriegsgefangen, und als er nach Hause kam, überraschte ihn seine Frau mit einem ausgezeichnet gehenden Geschäft. Auf welchem Weg die Schöner eigentlich so populär wurde, weiß man heute nicht mehr. Jedenfalls ist sie es. Fast das ganze Theater, ein Teil der Literatur und das sogenannte Premierenpublikum ißt besonders am Abend am liebsten bei der Schöner. Man sitzt dort in kleinen gefälligen Zimmer eines älteren Wiener Hauses, alles neu und auf den Glanz hergerichtet, beisammen; die Intimität von Tisch zu Tisch ist schon durch das Lokal gegeben und wird durch die Menschen, die dort sitzen, verstärkt. Jeder kennt den anderen … Die Frau Schöner höchst persönlich leitet ihr Unternehmen, sie ist eine resolute Frau, die am liebsten alles selber machen möchte. Sie ist überall, in der Küche und bei den Gästen. Im Hof des alten Hauses sitzt sich’s an schönen Sommerabenden in einem wienerisch gefärbten Garten besonders angenehm. Bei der Schöner wird wienerisch gekocht, man findet dort das ganze Vokabular der Wiener Speisekarte mit allen ihren Spezialitäten …“

### Phyllis Bottome
Die britische Schriftstellerin Phyllis Bottome veröffentlichte 1962 ihre Memoiren, in denen sie sich sowohl an Lina Schöner als auch an Anna Sacher erinnert. Nach ihrer Heirat mit dem britischen Diplomaten Alban Ernan Forbes Dennis 1917 folgte sie diesem nach Wien, wo er als Passkontrollbeamter arbeitete, in Wirklichkeit aber als Leiter des britischen Geheimdienstes MI6 für Österreich, Ungarn und Jugoslawien tätig war. Über die Zeit ab 1920 schreibt sie über Frau Schöner u. a. (Übersetzung aus dem Englischen): „Wir nahmen unsere Hauptmahlzeit im Restaurant Schöner ein, das von der Ex-Geliebten eines Erzherzogs geführt wurde. Frau Schöner war eine ruhige, freundliche und immer noch schöne Frau. Sie war auch eine begnadete Köchin und hatte um sich herum einen Hauch von gedämpftem, aber ausstrahlenden Charme, völlig unzerstörbar und streng wienerisch. Sie behandelte jeden ihrer Gäste so, als sei er das einzige Objekt ihrer Karriere. Wenn mein Mann spät kam, erschöpft von seinen anstrengenden neuen Aufgaben, neigte sie sich zu uns und sagte: „Jetzt weiß ich, was der Gnädige Herr essen sollte! Lassen Sie mich für ihn entscheiden, und ich werde es selbst kochen!“, und sie wählte, mit ihrem unfehlbaren Instinkt, etwas, das er genießen und verdauen konnte, wie erschöpft er auch gewesen sein mochte. … Frau Schöner gehörte ihrem Wesen nach zu einem gesegneten Frauentypus, der in Österreich häufiger ist als in jedem anderen Land, und doch zu selten. Sie vereinte Intelligenz mit Anmut und Freundlichkeit. Ihre Schönheit war nicht nur äußerlich, sie kam von innen, und als sie starb, verschwand etwas Lebendiges und Liebenswertes aus dem Leben von Wien. Anna Sacher, als Gründerin von Sachers Restaurant international berühmter, war eine ganz andere Art von Frau. Sie soll auch die Geliebte eines Erzherzogs gewesen sein; aber ihr Beitrag zum Leben von Wien war viel spektakulärer als der von Frau Schöner.“

### Eduard Heinl
Eduard Heinl (1880–1957), Handelsminister und Mitglied in der ersten Regierung von Leopold Figl, war oft Gast im Restaurant Schöner. In dieser Restauration fand auch anlässlich des fünfzigsten Geburtstages des Ministers a. D. im Jahre 1930 eine Festfeier statt. Heinl gehörte auch bis zu seiner Verhaftung durch die GESTAPO kurz vor 1945 zum Kreis der legendären „Dienstag-Gesellschaft“. 1948 beschrieb er in einem seiner Bücher die Atmosphäre bei Frau Schöner, als ihm eine Erinnerung nach seiner Freilassung am 9. April 1945 auf dem Weg durch die damals Straße der Julikämpfer genannte Straße wiederkehrte. Heinl stand auf dem Weg durch die Siebensterngasse die Zeit vor Augen, in welcher das renommierte Gasthaus Schöner der Mittelpunkt einer großen Gemeinschaft der von Nationalsozialisten verfolgten politischen Funktionäre  war. So fand man sich unauffällig bei Frau Schöner im Gasthaus ein, wo man Freunde und Gleichgesinnte traf, und über das Schicksal anderer etwas erfahren konnte. Eduard Heinl schreibt in seinem Buch: „Ich kehrte ein und wurde nicht enttäuscht.... Die alte Atmosphäre des Widerstandes schlug dem Besucher entgegen... rasch war man über den genauen Stand der politischen und militärischen Lage informiert... reichlich gestärkt an Leib und Seele, begab ich mich in meine Wohnung….“ (zitiert nach Csáky)